# تاريخ جزر القمر
تاريخ جزر القمر يرجع إلى 1500 سنة. جزر القمر كانت مأهولة بالسكان من قبل مجموعات مختلفة في جميع أنحاء ذلك الوقت. فرنسا استعمرت الجزر في القرن التاسع عشر، أصبحت جزر القمر مستقلة في عام 1975.

## سكان فترة ما قبل الاستعمار

علم جمهورية القمر من سنة 1996 إلى سنة 2001 ـ اللون الأخضر والهلال يمثلان الإسلام الذي هو دين الدولة الرسمي، أما النجوم الأربعة فهي ثمتل الجزر المكونة للاتحاد القمري وهي: القمر الكبرى، أنجوان، موهيلي ومايوت. مايوت هي الجزيرة الوحيدة من بين الجزر الأربعة التي رفضت الانضمام إلى دولة القمر وفضلت البقاء تحت السلطة الفرنسية لأسباب اقتصادية، لكن هذا لم يمنع الاتحد القمري من اعتبارها جزء ا من الوطن حيث أنها مازالت تطالب بضمها وباستقلالها عن فرنسا.

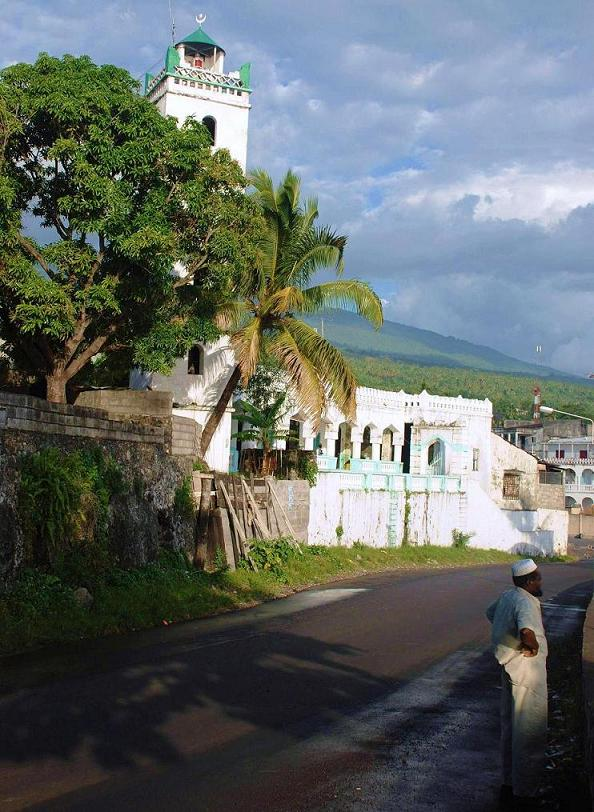
مسجد في موروني عاصمة جزر القمر

يعتقد أن أول من سكن جزر القمر كانوا مستوطنين من بولينسيا ومن ميلانيسيا ومن الملايو ومن إندونيسيا والأسترونيسيون وقد جاءوا عن طريق القوارب. واستقر هؤلاء في القرن السادس الميلادي وهو تاريخ أول موقع أثري معروف وجد في أنجوان، على الرغم من أن بعض المصادر تخمن أنه الاستيطان بدأ منذ أوائل القرن الأول. وقد أصبحت جزر القمر مأهولة بسكان تحدروا من مجموعات مختلفة آتية من ساحل أفريقيا والخليج العربي وإندونيسيا ومدغشقر. وقد وصل المستوطنون السواحليون أولاً إلى الجزر كجزء من توسع البانتو الأكبر والذي حدث في إفريقيا خلال الألفية الأولى.
ويقسم تطور نمو جزر القمر إلى مراحل زمنية تبدأ بالنفوذ السواحلى والاستيطان في مرحلة الدمبيني (من القرن التاسع إلى القرن العاشر الميلادي) والتي ظلت خلالها كل جزيرة عبارة عن قرية واحدة مركزية. ومنذ القرن الحادي عشر إلى الخامس عشر، ازدهرت التجارة مع جزيرة مدغشقر وتجار الشرق الأوسط، وظهرت بعض القرى الأصغر وتوسعت المدن الموجودة. وقد صرح المواطنون والمؤرخون في جزر القمر أن أول استقرار للعرب يرجع إلى وقت أبكر من وصولهم المعروف إلى الأرخبيل، كما أن المؤرخين السواحليين كثيرًا ما يتتبعون الأنساب ويرجعونها إلى الأسلاف العرب الذين أبحروا من اليمن ومملكة سبأ القديمة في عدن التي يعتقد أنها عدن المذكورة في الكتاب المقدس. وعلى الرغم من ذلك، فإن الناس ليسوا متأكدين من صحة هذا الأمر. وكان التجار القادمون من الشرق الأوسط هم أول من قدم الإسلام إلى هذه الجزر.
وهناك حقيقة محتملة أكثر من غيرها تتمثل في أن العرب الذي كانوا يتاجرون في الرقيق في إفريقيا قاموا بنشر ثقافتهم. وبمجرد أن انتشر الدين واكتسب شعبية، بدأ تشييد المساجد (مسجد) الكبيرة. وكانت جزر القمر مثل غيرها من المناطق الساحلية في المنطقة، من أهم المحطات في طرق التجارة الإسلامية الأولية التي سلكها الفرس والعرب. وعلى الرغم من بعد جزر القمر عن الساحل، فهي تقع على طول طريق البحر الرئيسي بين كيلوا وموزمبيق وهي بذلك منفذ لذهب زميبابوي.
وازداد النفوذ العربي مع علو شأن زنجبار تحت الحكم العربي العُماني (عُمان) وكذلك زاد تأثر الثقافة القمرية بالثقافة العربية وانعكس ذلك في عدم مجالات لاسيما في مجال العمارة والدين. وقامت العديد من السلطنات المتنافسة في القرنين السادس والسابع الميلادي.
وفي الوقت الذي أظهر فيه الأوربيون اهتمامهم بجزر القمر، دفع مظهر الثقافة العربية المسيطرة على الجزر الكثيرين إلى تذكر أصول المجتمع العربية على حساب التراث السواحلي والإفريقي. وهناك دراسة أكاديمية غربية قام بها توماس سبيير وراندال بوويلز ترجح كفة النفوذ الإفريقي على وجهة النظر القائلة بنشر الثقافة العربية.

## الاتصال الأوروبي والاستعمار الفرنسي

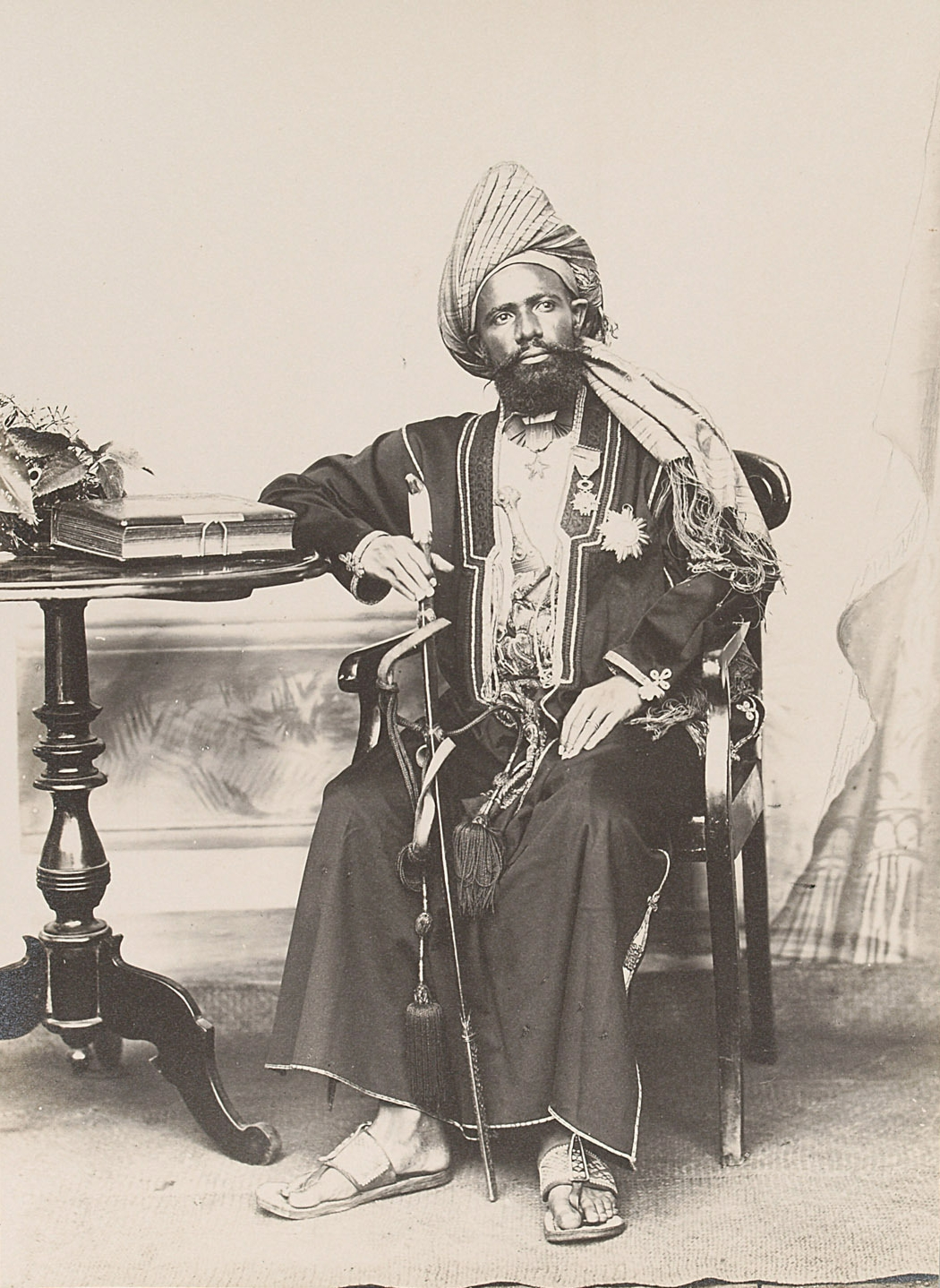
السلطان سعيد على بن سعيد عمر سلطان القمر الكبرى (1897).

قام المستكشفون البرتغاليون بزيارة الأرخبيل لأول مرة عام 1505.
وفي عام 1793 بدأ بعض محاربين مالاجاشيين من مدغشقر بشن غارات على الجزر من أجل الحصول على الرقيق في بادئ الأمر، وبعد ذلك، قاموا بالاستيطان والاستيلاء على الكثير من المواقع. وبدأ الحكم الاستعماري الفرنسي في جزر القمر لأول مرة في عام 1841. وقام المستعمرون الفرنسيون الأوائل الذين هبطوا على جزيرة مايوت والملك المالاجاشي الذي يحكم جزيرة مايوت أندريان تسوولي بتوقيع اتفاقية في أبريل 1841 والتي تم بموجبها التنازل عن الجزيرة للقوات الفرنسية. وفي عام 1886 تم وضع جزيرة موهيلي تحت الحماية الفرنسية على يد الملكة ساليمبا موشيمبا. وفي العام نفسه وافق السلطان سعيد علي على الحماية الفرنسية بعد تقوية سلطته على جزيرة القمر الكبرى، وعلى الرغم من ذلك فقد احتفظ بالسيادة حتى عام 1909. وأيضًا في عام 1909 قام السلطان سعيد محمد سلطان أنجوان بالتنازل عن العرش لصالح الحكم الفرنسي. وأصبحت جزر القمر (بالفرنسية: Les Comores)‏ مستعمرة فرنسية رسميًا في عام 1912 وتم وضع الجزر تحت حكم الحاكم العام للاستعمار الفرنسي في مدغشقر في عام 1941.
وقد كانت جزر القمر بمثابة محطة في طريق التجار المبحرين إلى الشرق الأقصى والهند حتى افتتاح قناة السويس والتي قللت بشكل كبير عبور التجار خلال قناة موزمبيق. وكانت السلعة المحلية الوحيدة التي تقوم جزر القمر بتصديرها هي جوز الهند. وقام المستوطنون الفرنسييون والشركات المملوكة لفرنسيين والأثرياء العرب ببناء اقتصاد يعتمد على الزراعة، وحتى الآن يستغل الاقتصاد ثلث مساحة الأراضي لزراعة محاصيل للتصدير. وبعد الاستيلاء على مايوت قامت فرنسا بتحويلها إلى مستعمرة مخصصة للزراعة. وتم تحويل الجزر الأخرى بعد ذلك بوقت قليل وتم تقديم المحاصيل الكبرى مثل إيلنج إيلنج والفانيليا والبن ,والكاكاو والسيزال.
وتم التوصل إلى اتفاقية مع فرنسا في عام 1973 بشأن استقلال جزر القمر في عام 1978. وعلى الرغم من ذلك ففي السادس من يوليو من عام 1975 أصدر برلمان جزر القمر قرارًا من جانب واحد يعلن استقلالها. وقد امتنع نواب مايوت عن التصويت. وتم إجراء الاستفتاءات في كل الجزر الأربعة. وقد صوتت ثلاث جزر للاستقلال وحصدت أصواتًا كثيرة، بينما صوتت مايوت ضد الاستقلال وظلت تحت الحكم الفرنسي. وقد أعلن أحمد عبد الله استقلال «دولة جزر القمر» في الخامس من سبتمبر من عام 1975 وأصبح أول رئيس لها.

## الاستقلال

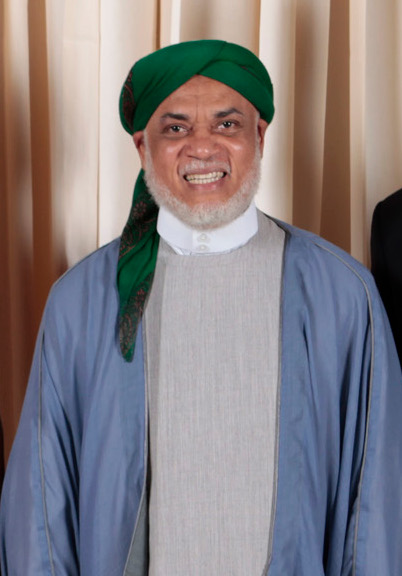
أحمد عبدالله محمد سامبي

وكانت الثلاثون سنة التالية فترة اضطرابات سياسية. وفي الثالث من أغسطس من عام 1975 قام المرتزق بوب دينارد بمساعدة سرية من جاك فوكار والحكومة الفرنسية بخلع الرئيس أحمد عبد الله من منصبه عن طريق انقلاب مسلح واستبداله بعضو الجبهة الوطنية المتحدة في جزر القمر الأمير سعيد محمد جعفر. وبعد عدة أشهر، في يناير 1976 تم خلع جعفر لصالح وزير الدفاع علي صويلح. وفي هذا الوقت، صوت سكان مايوت ضد الاستقلال عن فرنسا في استفتاءين (استفتاء). وتم الاستفتاء الأول في ديسمبر 1974 وبلغت نسبة تأييد استمرار العلاقات مع فرنسا 63.8%، بينما تم الاستفتاء الثاني في فبراير 1976 والذي أكد ذلك التصويت بأغلبية 99.4%. وقامت الثلاث جزر الباقية تحت حكم الرئيس صويلح بإصدار عدد من السياسات الاشتراكية والانعزالية التي أدت في وقت وجيز إلى توتر العلاقات مع فرنسا. وفي الثالث عشر من مايو من عام 1978 عاد بوب دينارد للإطاحة بالرئيس صويلح وإعادة عبد الله بتأييد من الحكومة الفرنسية وحكومة جنوب إفريقيا. وخلال فترة حكم صويلح القصيرة شهد سبع محاولات انقلاب إضافية حتى تم طرده من منصبه وقتله في نهاية المطاف.
وعلى النقيض من صويلح، فإن رئاسة عبد الله تميزت بالاستبداد والالتصاق الزائد بالإسلام التقليدي. كما تم تغيير اسم الدولة إلى (République Fédérale Islamique des Comores) أي جمهورية القمر الاتحادية الإسلامية. واستمر عبد الله في الرئاسة حتى عام 1989 عندما خشي من حدوث انقلاب فقام بإصدار قرار يأمر الحرس الجمهوري بقيادة بوب دينارد بنزع سلاح القوات المسلحة. وبعد وقت قصير من توقيع القرار، زعم أن عبد الله قد لقى مصرعه في مكتبه رميًا برصاص ضابط عسكري ناقم. وعلى الرغم من ذلك، زعمت مصادر فيما بعد أنه تم إطلاق صاروخ مضاد للدبابات على غرفة نومه وقتله. وعلى الرغم من إصابة دينارد، إلا أنه كان هناك شك في أن قاتل عبد الله كان ضابطًا تحت إمرته. وبعد عدة أيام، تم إجلاء دينارد إلى جنوب إفريقيا على يد المظليين الفرنسيين. وبعد ذلك، أصبح سعيد محمد جوهر الأخ الأكبر غير الشقيق لصويلح الرئيس واستمر حتى عام 1995 عندما عاد بوب دينارد وحاول القيام بانقلاب آخر. وفي هذه المرة، تدخلت فرنسا بإرسال جنود مظلات وأجبرت دينارد على الاستسلام. وقام الفرنسيون بنفي جوهر إلى ريونيون، وأصبح محمد تقي عبد الكريم المدعوم من باريس رئيسًا عن طريق الانتخابات. وقاد البلاد منذ عام 1996 خلال فترة من أزمات العمالة والقمع حكومي وخلافات مع الانفصاليين حتى وفاته في نوفمبر عام 1998. وخلفه الرئيس المؤقت تاج الدين بن سعيد مسوندي.
وقد أعلنت جزيرة أنجوان وجزيرة موهيلي استقلالهما عن جزر القمر في عام 1997 في محاولة لاستعادة الحكم الفرنسي. لكن فرنسا رفضت طلبهما مما أدى إلى مواجهات دموية بين القوات الاتحادية والمتمردين. وفي أبريل 1999 قام العقيد غزالي عثماني رئيس أركان الجيش بالاستيلاء على السلطة في انقلاب غير دموي مطيحًا بالرئيس المؤقت مسوندي مشيرًا إلى القيادة الضعيفة في مواجهة الأزمة. وكان هذا هو الانقلاب الثامن عشر في جزر القمر منذ الاستقلال في عام 1975. بيد أن غزالي فشل في تعزيز سلطته وإعادة فرض السيطرة على الجزر وكان هذا الأمر مثار انتقاد دولي. وقام الاتحاد الإفريقي تحت رعاية رئيس جنوب إفريقيا إمبيكي، بفرض عقوبات على أنجوان للمساعدة في عقد المفاوضات والتوصل للصلح.وتم تغيير الاسم الرسمي للدولة إلى «اتحاد جزر القمر» وأصبح هناك نظام سياسي جديد يتمثل في الحكم الذاتي لكل جزيرة بالإضافة إلى حكومة اتحادية للثلاث جزر.
وقد تنحى غزالي عن الحكم في 2002 لخوض انتخابات ديموقراطية على منصب رئيس جمهورية جزر القمر وقد فاز فيها. ومنع استمرار الضغط الدولي نظرًا لكونه حاكمًا عسكريًا جاء أصلاً إلى السلطة عن طريق القوة ولم يكن ديموقراطيًا طوال بقائه في منصبه، قام غزالي بعمل تغيرات دستورية في جزر القمر تتيج إجراء انتخابات جديدة. وتم سن قانون تشريعي Loi des compétences' في أوائل عام 2005 والذي يحدد مسئوليات كل هيئة حكومية وهو في حيز التنفيذ. وفاز في الانتخابات التي أجريت في عام 2006 أحمد عبد الله محمد سامبي وهو رجل دين مسلم سني ويكنى بآية الله نظرًا للوقت الذي أمضاه في دراسة الدين الإسلامي في إيران. وقد احترم غزالي نتائج الانتخابات وبذلك سمح بأول تبادل سلمي وديموقراطي للسلطة في الأرخبيل.
وفي عام 2001 استولى العقيد محمد بكار وهو ضابط سابق تم تدريبه على يد الشرطة الفرنسية على السلطة الرئاسية في أنجوان. وقام بإجراء تصويت في يونيو 2007 ليؤكد قيادته التي تم رفضها من قبل الحكومة الاتحادية القمرية والاتحاد الإفريقي بوصفها غير شرعية. وفي الخامس والعشرين من مارس من عام 2008 قام مئات من جنود الاتحاد الإفريقي وجزر القمر بالاستيلاء على جزيرة أنجوان التي يحكمها المتمردون، وكان هناك ترحيب بشكل عام من السكان بهذا الأمر. ووردت أخبار عن أنه تم تعذيب مئات بل آلاف الأشخاص خلال فترة رئاسة بكار. وتم قتل وجرح بعض المتمردين لكن لا يوجد أي أرقام رسمية عن عددهم. فقد جرح أحد عشر مدنيًا على أقل تقدير. وتم سجن بعض المسئولين. وقد لاذ بكار بالفرار في زورق بخاري سريع إلى جزيرة مايوت، وهي مقاطعة فرنسية في المحيط الهندي، كي يطلب اللجوء السياسي. وقد تبع هذا الأمر احتجاجات مناهضة للتدخل الفرنسي في جزر القمر (انظر غزو أنجوان في 2008)
وقد شهدت جزر القمر منذ الاستقلال عن فرنسا أكثر من عشرين انقلاب أو محاولة انقلاب.